# Catapoecilma
Catapoecilma is een geslacht van vlinders van de familie Lycaenidae, uit de onderfamilie Theclinae.

## Soorten
- C. dolicatum De Nicéville
- C. elegans (Druce, 1873)
- C. gracilis (Semper, 1890)
- C. harmani Cassidy, 1982
- C. lila (Eliot, 1967)
- C. major Druce, 1895
- C. nakamotoi (Hayashi, 1979)
- C. subochrea Elwes, 1892